# Druga alija

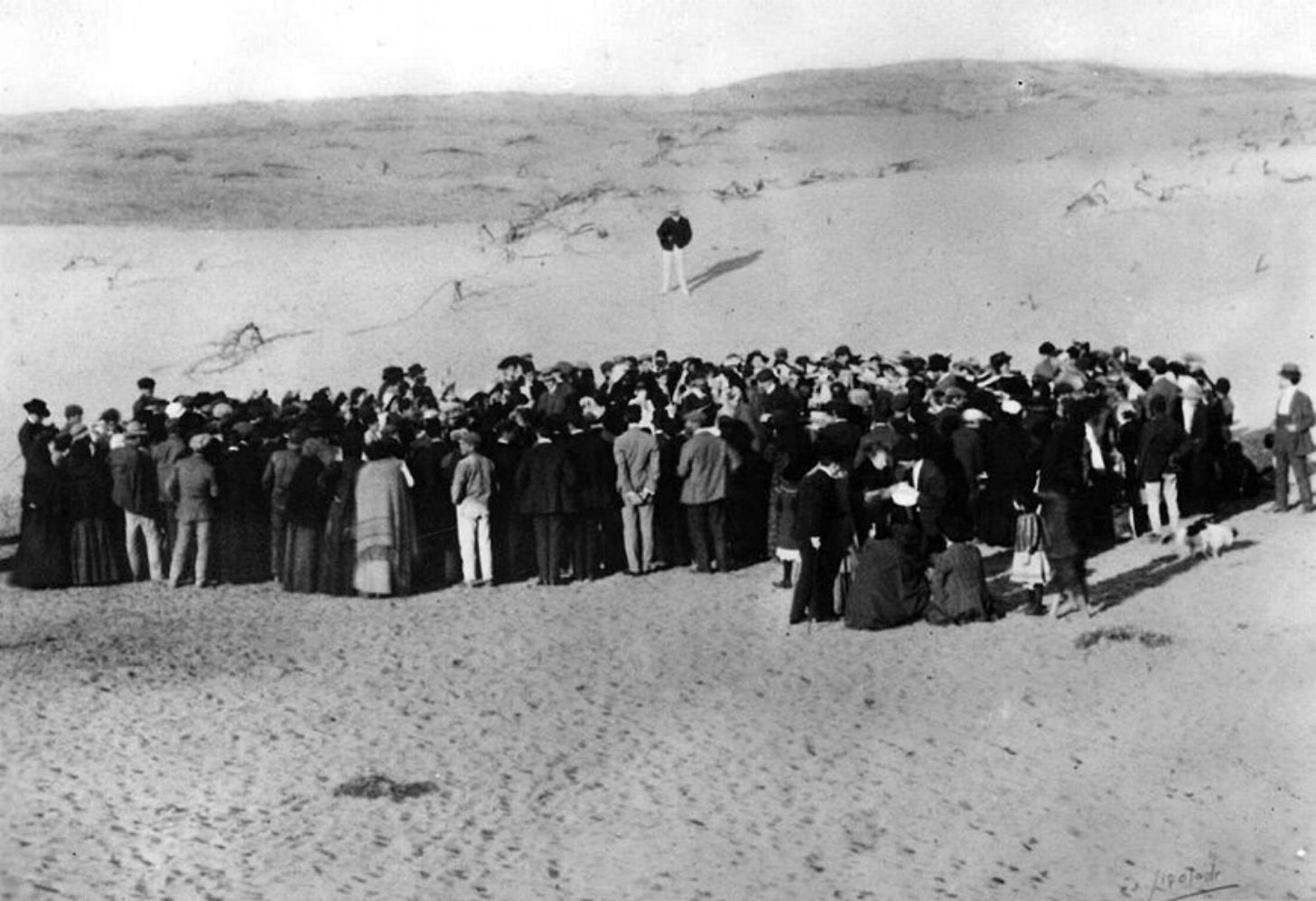
Założenie Tel Awiwu – 1909 rok

Druga alija – masowa imigracja Żydów pobudzonych ideami syjonizmu do Palestyny, która trwała w latach 1904–1913. Szacuje się, że w tym okresie osiedliło się w Palestynie około 40 000 Żydów pochodzących w większości z Rosji, Polski i Jemenu.

## Historia
W latach 1904–1913 do Palestyny przybyła kolejna fala żydowskich imigrantów. Przeważali zwolennicy socjalistyczno-syjonistycznych ideologii z Europy Wschodniej, którzy po klęsce rewolucji w 1905 roku i po kolejnej fali pogromów pochwycili teraz ideę państwa żydowskiego stworzoną przez Herzla.
Owi pionierzy (hebr. חלוצים [chalucim]) zakładali wspólnoty rolnicze, rekultywowali bagna w Dolinie Ha-Chula, Pustynię Judzką i nadmorski pas wydm. Założyli nadmorskie miasto Tel Awiw i sieć małych osad rolniczych.
W 1905 roku w nadmorskiej osadzie Herclijja otworzono pierwszą szkołę hebrajską.
W 1906 roku w Jafie została założona pierwsza Hebrajska Szkoła Wyższa. W Jerozolimie otworzono Akademię Sztuk Plastycznych Becalel. Jej fundatorem był Boris Schatz. W szkole ponad tysiąc studentów zgłębiało architekturę, malarstwo i sztukę.
W 1908 roku Turcja nadała Żydom prawa polityczne.
W latach 1908–1909 do Palestyny przybyła fala żydowskich imigrantów z Rosji. Przybywali oni pod wspólnym hasłem „Kibusz ha-awoda” (Zdobyć pracę) i z werwą zabrali się do zakładania nowych kolonii. Równocześnie do Palestyny przybyła druga fala żydowskich imigrantów z Jemenu (lata 1908–1914).
W 1908 roku założono Urząd Rozwoju Ziemi Palestyńskiej (Palestine Land Development Authority), później znany jako Urząd Rozwoju Ziemi Izraela. Na jego czele stanęli Otto Warburg i Arthur Ruppin, z sekretarzem dr Jakubem Thonem. Urząd udzielił pomocy osadnikom między innymi przy zakładaniu osad Nahalal, Tel Josef, En Charod. Wiele pracy włożono w rekultywację Równiny Szaron i osuszenie Doliny Ha-Chula.
W 1908 roku rozpoczęto wydawanie encyklopedycznego słownika hebrajskiego „Thesaurus totius hebraitatis”. Przy jego tworzeniu pracował Eliezer ben Jehuda (właśc. Jehuda Perlman).
W 1909 roku Żydzi założyli na wydmach na północ od Jafy nową osadę, której rok później nadano nazwę Tel Awiw. Początkowo osada liczyła 60 domów. Cała operacja była przeprowadzona przy finansowym wsparciu Światowej Organizacji Syjonistycznej. Pierwszym burmistrzem Tel Awiwu, w latach 1911–1936, był Meir Dizengof.
W 1909 roku powstał pierwszy kibuc Deganja, w Galilei. Jednym z fundatorów kibucu był Aharon Dawid Gordon. Zapoczątkował on ruch kibucowy.
W 1909 roku w osadzie Sedżera (obecnie: Ilanija) w Dolnej Galilei powstała żydowska organizacja samoobrony Ha-Szomer.
W 1912 roku wmurowano w Hajfie kamień węgielny pod budynek żydowskiego ośrodka naukowego Technion. Miał on na celu kształcenie nowych kadr naukowych i technicznych dla Palestyny. Uniwersytet został uruchomiony dzięki wydatnej pomocy finansowej od Żydów z Niemiec, Rosji i Stanów Zjednoczonych. Po długich sporach za język wykładowy na uczelni uznano hebrajski (1913).
W 1913 roku w Tel Awiwie założono pierwszą żydowską szkołę techniczną, a rok później w Palestynie istniały 43 żydowskie kolonie rolnicze, z czego 14 było kibucami.